# The Old Man of the Mountain (cartoon)
The Old Man of the Mountain is een tekenfilm uit 1933 van Betty Boop. Dit is een van drie Betty Boop-filmpjes waar Cab Calloway de muziek van verzorgde. In tegenstelling tot de andere twee filmpjes zitten hier ook enkele duetten tussen Calloway en Boop in. Ook werden de nummers van Calloway in de andere cartoons maar in de tweede helft van de film gehoord terwijl je hier zijn zang gedurende de hele film hoort.

## Verhaal
Vele dorpelingen vluchten weg voor de oude man op de berg, Betty is nieuwsgierig en besluit op de top van de berg te kijken hoe die oude man eruitziet.

## Rolverdeling
| Acteur       | Personage                             |
| ------------ | ------------------------------------- |
| Cab Calloway | Man van de berg / alle andere stemmen |
| Bonnie Poe   | Betty Boop                            |
| Helen Kane   | Betty Boop's zangstem                 |

## Verwijzingen
- The Old Man of the Mountain op Internet Archive (stream en download)